# هارولد ك. هوسكينز
هارولد ك. هوسكينز (بالإنجليزية: Harold K. Hoskins)‏ هو طيار وضابط أمريكي، ولد في 15 فبراير 1927، وتوفي في 1 مايو 2012.